# Vision Apartments
Vision Apartments est un gratte-ciel de 229 mètres construit en 2016 à Melbourne en Australie.